# حادثة موت أطفال مستشفى جوراكبور
لقي ما يقارب 70 طفل حتفهم في مستشفى حكومي في الهندوسط مزاعم أنه بسبب قطع إمدادات الاوكسجين لها لعدم دفع مستحقاتها المالية للحصول عليه.

## السبب
قام المزود بالاوكسجين لمستشفى حكومي يقع في مقاطعة جوراكبور في ولاية أتر برديش بقطع الإمدادات بالاوكسجين لعدم دفع المستشفى للمستحقات المالية للحصول عليه والتي تقدر بحوالي 50,000 دولار أمريكي. بداية من 10 أغسطس 2017 فقد ما يقارب 30 طفل حياتهم في 48 ساعة من بعد قطع الإمدادات، في حين صرح بعض المسؤولين في ولاية أتر برديش ان انقطاع الاوكسجين ليس هو سبب الوفاة.

## ردود الفعل
في 12 أغسطس صرح مكتب رئيس الوزراء الهندي ناريندرا مودي انه يتابع تطور الاحداث عن كثب مع وزير الصحة.